# Henri Junghänel
Henri Junghänel (Lipsia, 5 febbraio 1988) è un tiratore a segno tedesco, campione olimpico nella carabina 50 metri a terra maschile ai Giochi olimpici di Rio de Janeiro 2016.

## Palmarès
- Olimpiadi

Rio de Janeiro 2016: oro nella carabina 50 metri a terra maschile.